# Марілу Падуя
Марілу Падуя, повне ім'я Марія — де — ла — Лус Падуя — мексиканська активістка із захисту прав людини, Генеральний секретар і секретар з гендерних прав людини в Національній спілці домашніх службовців — організації, діяльність якої спрямована на захист прав прислуги у Мексиці. Вона відповідає за програму працевлаштування в профспілці. Марілу керувала кампанією «Голоси захисників», яка створювала пресреліз та іншу інформацію для засобів масової інформації з метою тиску на владу, щоб вони реагували на пандемію COVID-19 з дотриманням прав людини.

## Раннє життя
Коли Марілу Падуя була молодою дівчиною, її матір, яка працювала в Мехіко, була звинувачена у розбої, заарештована та допитана поліцією. Цей негативний факт кардинально вплинув на подальше її життя. Марілу почала працювати в Національній спілці домашніх службовців. Ця профспілка створена для захисту прав майже 2,4 млн людей, що працюють прислугою.

## Активізм
Падуя спочатку працювала прислугою у домогосподарстві, де доглядала дітей. Після того, як вона вступила до Національної спілки домашніх службовців була обрана секретарем профспілки з питань гендерних питань та захисту прав людини. Крім того, вона відповідала за програму працевлаштування. Потім Марілу була обрана Генеральним секретарем профспілки, керуючи всією організацією. Профспілка бореться за покращення прав та умов праці прислуги. Для цього, надається допомога з оформлення трудових договорів, соціального забезпечення, оформлення відпусток та обов'язкових відпускних виплат. Профспілкою керують жінки, що працюють прислугою. Це єдина профспілка в Мексиці, якою 100 % керують жінки. Падуя сподівається в майбутньому, що прислузі не доведеться відстоювати власні права. Натомість домашню прислугу будуть наймати, як співробітників інших галузей.
Під час пандемії COVID-19 Падуя намагалася висвітлити проблеми, з якими стикалися працівники прислуги. Вона збирала приклади несправедливого або небезпечного поводження з боку роботодавців в умовах карантинних обмежень. Найбільшою проблемою стала відсутність засобів індивідуального захисту для захисту від хімічних речовин, що використовуються для дезінфекції та прибирання, відсутність гарантії роботи. В умовах пандмеії багато хто з прислуги втратив роботу в 2020 році, включаючи Падую та її чоловіка. Також не вирішується питання оплати понаднормового часу для виконання нових обов'язків, пов'язаних з пандемією COVID-19. Прислуга також вимушеного догляду за дітьми, які більше не відвідують школу, а навчаються дистанційно.
Падуя також виступає за більшу участь жінок у прийнятті рішень та збільшення представництва жінок на керівних посадах.

## Нагороди
У 2020 році Падуя була визнана Управлінням Верховного комісара ООН з прав людини регіональним лідером з питань захисту прав людини та, зокрема, кампанії «Голоси захисників».